# L’Amour du monde – Sehnsucht nach der Welt
L’Amour du monde – Sehnsucht nach der Welt (Originaltitel L’Amour du monde, englischer Festivaltitel Longing for the World) ist ein Schweizer Coming-of-Age-Film unter der Regie von Jenna Hasse aus dem Jahr 2023. Der Film feierte am 19. Februar 2023 auf der Berlinale seine Weltpremiere in der Sektion Generation.

## Handlung
Während eines Praktikums in den Sommerferien am Genfersee freundet sich die 14-jährige Margaux mit der siebenjährigen Juliette und dem Fischer Joël an, der in seinen Dreissigern ist. Juliette lebt im Kinderheim, Joël ist gerade aus Indonesien zurückgekommen. Die Figuren gehören verschiedenen Altersgruppen an und haben sehr unterschiedliche Lebensumstände. Doch alle drei stehen zwischen Fernweh, Anziehung und Ernüchterung und können sich auf das Leben im Hier und Jetzt nicht voll einlassen. Margaux erlebt Verspieltheit und Zärtlichkeit in einer Freundschaft, die in dieser Art neu für sie ist. So erweitert sie ihr Bild von sich selbst.

## Produktion

### Filmstab

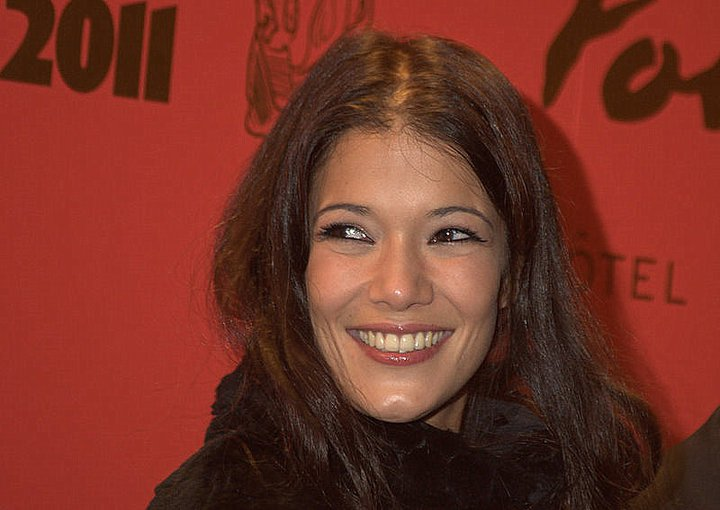
Mélanie Doutey spielt im Film Carole

Regie führte Jenna Hasse. Es ist ihr Spielfilmdebüt.
Das Drehbuch stammt von Jenna Hasse, Nicole Stankiewicz und Julien Bouissoux. Die Kameraführung lag in den Händen von Valentina Provini, die Musik komponierte Cedric Blaser, und für den Filmschnitt war Noémie Fy verantwortlich.
In wichtigen Rollen sind Clarisse Moussa als Margaux, Esin Demircan als Juliette und Marc Oosterhoff als Joël zu sehen.

### Produktion und Förderungen
Produziert wurde der Film von Olivier Zobrist und Anne-Catherine Lang.

### Dreharbeiten und Veröffentlichung
Der Film feierte am 19. Februar 2023 auf der Berlinale seine Weltpremiere in der Sektion Generation.
Die weltweiten Rechte hat die Langfilm – Bernard Lang AG, der Vertrieb für die Schweiz liegt in den Händen der Vinca Film GmbH. Der Kinostart in der Westschweiz war der 5. April 2023, in der Deutschschweiz der 20. April 2023. Im August 2023 folgte auch der Kinostart in Österreich und Deutschland.

## Auszeichnungen und Nominierungen
- 2023: Internationale Filmfestspiele Berlin, Lobende Erwähnung Internationale Jury Generation Plus[6]
- 2023: Zürcher Filmpreis für den besten Spielfilm[7]
- 2023: Europäischer Filmpreis: Young Audience Award (Nomination)[8]
- 2024: Schweizer Filmpreis: Bester Spielfilm (Nomination)[9]